# 格里尼奥沃农村居民点
格里尼奥沃农村居民点（俄语：Гринёвское сельское поселение）是俄罗斯联邦布良斯克州波加尔区所属的一个农村居民点。其下辖有12个居民点，行政中心为格里尼奥沃。据2015年统计，该农村居民点的人口为909人。